# 二岡神社
二岡神社（にのおかじんじゃ）は、静岡県御殿場市東田中（ひがしたなか）にある神社。

## 概要
JR御殿場駅の南東、南御殿場駅の北東、東名高速道路の御殿場ICの山中に鎮座している。
創建は日本武尊の東征にまでさかのぼるとされ、北駿地方では最も歴史ある神社の1つとされる。
社殿前にある応永29年（1422年）に大森頼春(道光)によって寄進された北駿最古の石灯篭は市の有形文化財に、樹齢数百年、幹周り3メートル以上もあるスギの大木が林立している社叢は市の天然記念物に、それぞれ指定されている。
黒澤明監督の『七人の侍』をはじめとして様々な映画・ドラマ・CMのロケ地としても知られ、またヒメボタルの鑑賞地としても有名。

## 祭神
- 木花之開耶姫命
- 天津彦火瓊瓊杵尊
- 天忍穗耳尊
- 火産霊命
- 大雷命
- 保食命
- 伊弉冉尊
- 天照大御神

## 境内
- 石灯籠 - 応永29年（1422年）に大森頼春(道光)によって寄進。市指定文化財。
- 社叢（スギ林）- 市指定天然記念物。